# Rieke Brink-Abeler
Rieke Brink-Abeler ( Emsdetten, 11 de diciembre de 1979, hoy Rieke Herzog) es una jugadora de voleibol de playa retirada alemana. Con Hella Jurich como pareja, fue campeona de Alemania en 2004.

## Carrera
Brink-Abeler comenzó a jugar voleibol de interior en 1990, donde ganó la Copa DVV en 2000 con el USC Münster. En 2000 también jugó su primer torneo de voleibol de playa. En 2003 formó un dúo con Hella Jurich, que no tuvo mucho éxito en el primer año. En 2004, las dos mujeres de Münster compitieron como forasteras en el Campeonato Alemán en Timmendorfer Strand y derrotaron a las participantes olímpicas Stephanie Pohl/Okka Rau en la final. En 2005 terminaron decimoterceras en el Campeonato Mundial de Berlín y participaron en el World Tour por primera vez.

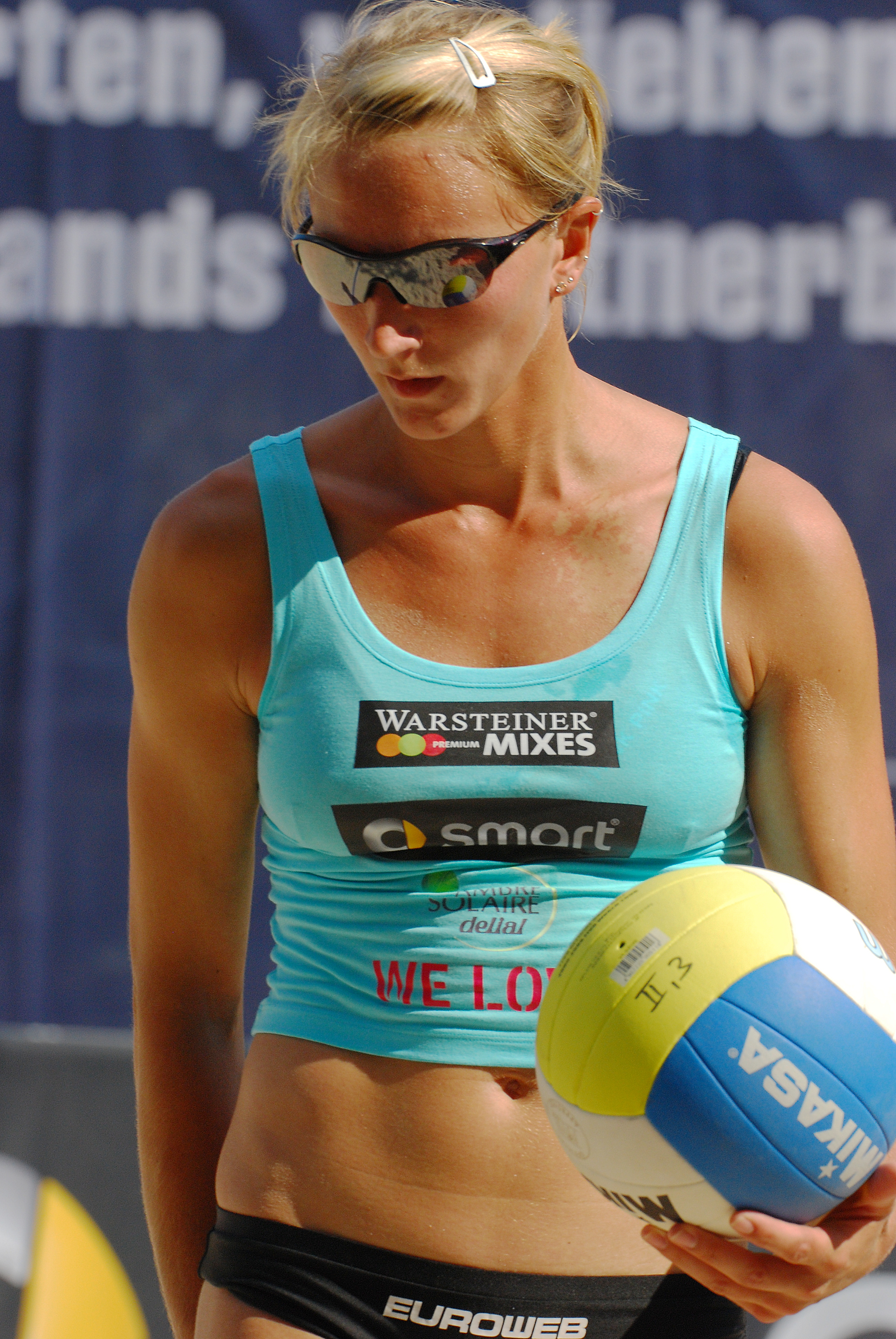
Brink-Abeler en el Smart Beach Tour en Bonn en 2008.

En 2006 llegaron al quinto lugar en varios torneos de la serie mundial y llegaron a la final del campeonato alemán, que perdieron contra Sara Goller/Laura Ludwig. En la Copa del Mundo de 2007 en Gstaad, no perdieron un set en la ronda preliminar y en el duelo alemán en la primera ronda principal contra Banck/Lahme, pero luego fueron eliminados en el siguiente duelo nacional contra Claasen/Röde. Después de otro subcampeonato de Alemania en 2008, Brink-Abeler se separó de su compañera Hella Jurich y jugó con Karla Borger en 2009. Desde 2010 Angelina Grün fue su pareja. En el Campeonato de Alemania de 2010 en Timmendorfer Strand terminaron cuartas. Después de una lesión prolongada de Angelina Grün, el dúo se separó en agosto de 2011. Con Melanie Gernert Brink-Abeler disputó luego el Campeonato Europeo de 2011 en Kristiansand, donde perdió en octavos de final  contra las belgas Gielen/Mouha.
Brink-Abeler, junto con Hella Jurich, fue nombrada Equipo del Año por la Asociación Deportiva de la Ciudad de Münster en el Ball des Sports en 2006 y 2008.

## Vida personal
Brink-Abeler está casada hoy, usando el nombre Rieke Herzog, y tiene dos hijas y un hijo. Es médica general y vive en Emsdetten.